# Abraham Chebii
Abraham Chebii, född den 23 december 1979 i Kaptabuk, är en före detta kenyansk friidrottare som tävlade i medel- och långdistanslöpning.
Chebii deltog vid VM 2005 på 5 000 meter där han slutade på femte plats på tiden 12:57,74. Samma år blev han trea på 3 000 meter vid IAAF World Athletics Final i Monaco. Han deltog även vid Olympiska sommarspelen 2004 på 5 000 meter men blev utslagen i försöken.
Han har även meriter från VM i terränglöpning där han slutade tvåa 2005.

## Personliga rekord
- 3 000 meter - 7:33,42
- 5 000 meter - 12:52,99